# Glochidion amentuligerum
Glochidion amentuligerum là một loài thực vật có hoa trong họ Diệp hạ châu. Loài này được (Müll.Arg.) Croizat mô tả khoa học đầu tiên năm 1942.